# Bolt Browser
Bolt browser — разработанный американской компанией Bitstream Inc. мобильный браузер. 
Работает практически на любых мобильных устройствах с поддержкой MIDP 2.0, в том числе многих смартфонах (имеется специальная версия для BlackBerry); существует вариант браузера с урезанной функциональностю Bolt Lite, для телефонов с малым объёмом памяти.
Использует промежуточный прокси-сервер, сжимающий трафик (так же, как популярные Opera Mini и UCWEB).

## Возможности
Функции полной версии Bolt Browser, отсутствующие в Bolt Lite:
- Возможность соединения с сервером без использования HTTP (уменьшает расход трафика, но поддерживается не всеми телефонами).
- Ограниченная функциональность управления закладками.
- Воспроизведение потокового видео.
- Менеджер загрузок (загрузка файлов осуществляется через встроенный браузер телефона)[1].
- Менеджер паролей[2].
- Поиск текста на странице.
- Операции копирования и вставки текста.
- «Портретная» ориентация (поворот экрана на 90 градусов).
- Автозаполнение.
- FTP.
- Виджеты[3].

Bolt Browser отображает страницы только в «десктопном» виде (не поддерживается принудительная одноколоночная верстка). Для быстрого перемещения по странице в Bolt Browser используется режим разделения экрана — верхняя часть — уменьшенная копия страницы, нижняя — фрагмент около курсора в увеличенном виде. Поддерживает защищенные соединения, cookies, и JavaScript. Выполнение JavaScript производится на промежуточном сервере, вследствие возможны проблемы с сайтами, использующими AJAX. Поддержка Adobe Flash отсутствует, но возможно воспроизведение видео формата FLV.

## История браузера
- 15 января 2009: непубличный beta-релиз BOLT.[4]
- 16 февраля 2009: BOLT был выпущен в публичный beta-релиз.[5]
- 1 апреля 2009 BOLT Beta2 был опубликован на международной выставке и конференции CTIA WIRELESS, которая проходила в Лас Вегасе. Этот релиз включал исправление некоторых багов и несколько новых функций.[6]
- 29 июня 2009 состоялся выпуск BOLT Beta3 и анонс BOLT Lite. Релиз включал в себя много улучшений, были исправлены найденные баги и введены новые функции.
- 7 октября 2009 выпущен BOLT 1.5. Первый коммерческий релиз ознаменовал окончание бета-тестирования.[7]
- 23 марта 2010: в новой версии 2.0 Beta появилась возможность просмотра во вкладках.[8]
- 24 мая 2010 выпущен BOLT 2.1, в котором появилась возможность просмотра HTML5-видео.[9]
- 14-17 февраля 2011 на MWC в Барселоне был представлен BOLT 2.5. Добавлена поддержка видео на Facebook, интеграция с геолокационными сервисами, улучшена поддержка HTML5 стандарта, менеджер закачек (возможна докачка ранее прерванной загрузки).
- 13 декабря 2011 года на официальном сайте BOLT было объявлено о прекращении дальнейшего развития проекта.
- 4 сентября 2024 года Bolt был официально забит